# MSC Cruises
MSC Cruises — итальянская круизная компания с базовым портом в Генуе и штаб-квартирой в Женеве, собственником которой является материнская компания Mediterranean Shipping Company S.A. MSC Cruises имеет более двух десятков круизных лайнеров, оперирует в морях и океанах по всему миру, занимает третье место среди круизных компаний, после Carnival Corporation & plc и Royal Caribbean Cruises Ltd по объёму пассажиров 10,2 % по данным 2021 года.

## История
В конце 1960-х годов компанией Flotta Lauro было куплено морское круизное судно Willem Ruys, после этого переименованное в Achille Lauro, и основано круизное подразделение. Компания плохо адаптировалась к меняющемуся рынку, что привело к долгам. На аукционе в 1987 году MSC приобрела компанию Flotta Lauro и переименовала в StarLauro Cruises. В 1995 компания была переименована в Mediterranean Shipping Cruises, а позже в MSC Cruises.
До сентября 2013 года Pierfrancesco Vago занимал должность генерального директора компании. С сентября 2013 года Gianni Onorato является новым генеральным директором MSC Cruises, Pierfrancesco Vago теперь является председателем правления.
В 2014 году MSC Cruises объявила о реконструкции, путём удлинения корпуса, и повышении пассажировместимости четырёх кораблей класса Lirica в рамках «Renaissance Programme».
В 2015—2023 годах MSC Cruises заказала по пять и четыре новых кораблей у STX Europe и Fincantieri классов Meraviglia и Seascape вместимостью до 5700 пассажиров.
В 2018 году ввела второй базовый порт в Майами для своих круизных лайнеров мирового класса.
В 2015 году компания заключила контракт на 100-летнюю аренду и в 2019 году открыла морской курорт-остров Ocean Cay на Багамах для комбинированного пляжно-круизного туризма.
Компания с 2022—2023 годов первой ввела в эксплуатацию экологичные круизные лайнеры на сжиженном природном газе (СПГ).
В 2022—2027 года компания вводит в эксплуатацию четыре судна второго среди круизных компаний по размерам класса круизных лайнеров World водоизмещением 215 тыс. тонн и вместимостью до 6850 пассажиров.

## Главные туристические направления
- Западное Средиземноморье: MSC World Europa, MSC Seaview, MSC Divina, MSC Fantasia
- Восточное Средиземноморье и Персидский залив: MSC Magnifica, MSC Musica, MSC Lirica, MSC Opera, MSC Sinfonia
- Северная Европа: MSC Euribia, MSC Meraviglia, MSC Preziosa, MSC Poesia, MSC Orchestra
- Карибский бассейн: MSC Seaside, MSC Seascape
- Южная Америка: MSC Armonia
- Азия: MSC Bellissima

## Лайнеры
Флот кораблей MSC Cruises состоит из 22 кораблей.
После 2000 года корабли строятся по проекту 4—5 однотипных судов. Корабли одного класса обладают практически идентичной планировкой и характеристиками, однако оформление (дизайн) каждого корабля разное.
Последний корабль с годом постройки до 2000 списан в 2013.
Ниже приведена диаграмма изменения флота по годам.

### Корабли проекта Lirica
| Название лайнера | Введен в эксплуатацию | Верфь                                  | Водоизмещение | Морской флаг | Фотография |
| ---------------- | --------------------- | -------------------------------------- | ------------- | ------------ | ---------- |
| MSC Lirica       | Март 2003             | Chantiers de l'Atlantique (STX France) | 65,591 тонн.  | Панама       |            |
| MSC Opera        | Март 2004             | Chantiers de l'Atlantique (STX France) | 65,591 тонн.  | Панама       |            |
| MSC Armonia      | Май 2004              | Chantiers de l'Atlantique (STX France) | 65,542 тонн.  | Панама       |            |
| MSC Sinfonia     | Март 2005             | Chantiers de l'Atlantique (STX France) | 65,542 тонн.  | Панама       |            |

### Корабли проекта Musica
| Название лайнера | Введен в эксплуатацию | Верфь                                  | Водоизмещение | Морской флаг | Фотография |
| ---------------- | --------------------- | -------------------------------------- | ------------- | ------------ | ---------- |
| MSC Musica       | Июль 2006             | Chantiers de l'Atlantique (STX France) | 92,409 тонн.  | Панама       |            |
| MSC Orchestra    | Май 2007              | Chantiers de l'Atlantique (STX France) | 92,409 тонн.  | Панама       |            |
| MSC Poesia       | Октябрь 2008          | Chantiers de l'Atlantique (STX France) | 92,627 тонн.  | Панама       |            |
| MSC Magnifica    | Март 2010             | Chantiers de l'Atlantique (STX France) | 95,128 тонн.  | Панама       |            |

### Корабли проекта Fantasia
| Название лайнера | Введен в эксплуатацию | Верфь                                  | Водоизмещение | Морской флаг | Фотография |
| ---------------- | --------------------- | -------------------------------------- | ------------- | ------------ | ---------- |
| MSC Fantasia     | Декабрь 2008          | Chantiers de l'Atlantique (STX France) | 137,936 тонн. | Панама       |            |
| MSC Splendida    | Июль 2009             | Chantiers de l'Atlantique (STX France) | 137,936 тонн. | Панама       |            |
| MSC Divina       | Июнь 2012             | Chantiers de l'Atlantique (STX France) | 139,400 тонн. | Панама       |            |
| MSC Preziosa     | Март 2013             | Chantiers de l'Atlantique (STX France) | 139,400 тонн. | Панама       |            |

### Корабли проекта Seaside
| Название лайнера | Введен в эксплуатацию | Верфь       | Водоизмещение | Морской флаг | Фотография |
| ---------------- | --------------------- | ----------- | ------------- | ------------ | ---------- |
| MSC Seaside      | Ноябрь 2017           | Fincantieri | 153,516 тонн. | Мальта       |            |
| MSC Seaview      | Июнь 2018             | Fincantieri | 153,516 тонн. | Мальта       |            |
| MSC Seashore     | Ноябрь 2021           | Fincantieri | 170,412 тонн. | Мальта       |            |
| MSC Seascape     | Ноябрь 2022           | Fincantieri | 170,412 тонн. | Мальта       |            |

### Корабли проекта Meraviglia
| Название лайнера | Введен в эксплуатацию | Верфь                                  | Водоизмещение | Морской флаг | Фотография |
| ---------------- | --------------------- | -------------------------------------- | ------------- | ------------ | ---------- |
| MSC Meraviglia   | Май 2017              | Chantiers de l'Atlantique (STX France) | 171,598 тонн. | Мальта       |            |
| MSC Bellissima   | Март 2019             | Chantiers de l'Atlantique (STX France) | 171,598 тонн. | Мальта       |            |
| MSC Grandiosa    | Ноябрь 2019           | Chantiers de l'Atlantique (STX France) | 181,000 тонн. | Мальта       |            |
| MSC Virtuosa     | Февраль 2021          | Chantiers de l'Atlantique (STX France) | 181,000 тонн. | Мальта       |            |
| MSC Euribia      | Май 2023              | Chantiers de l'Atlantique (STX France) | 184,000 тонн. | Мальта       |            |

### Корабли проекта World
| Название лайнера | Введен в эксплуатацию | Верфь                                  | Водоизмещение | Морской флаг | Фотография |
| ---------------- | --------------------- | -------------------------------------- | ------------- | ------------ | ---------- |
| MSC World Europa | Октябрь 2022          | Chantiers de l'Atlantique (STX France) | 215,863 тонн. | Мальта       |            |

### Запланированные корабли
| Название лайнера  | Плановый ввод в эксплуатацию MSC | Верфь                                  | Водоизмещение |
| ----------------- | -------------------------------- | -------------------------------------- | ------------- |
| MSC World America | 2025                             | Chantiers de l'Atlantique (STX France) | 215,863 тонн. |
| MSC World Asia    | 2026                             | Chantiers de l'Atlantique (STX France) | 215,863 тонн. |
| MSC World Africa  | 2027                             | Chantiers de l'Atlantique (STX France) | 215,863 тонн. |

### Списанные корабли
| Название лайнера | Год строительства | Введен в эксплуатацию | Год списания | Верфь                                  | Водоизмещение | Фотография |
| ---------------- | ----------------- | --------------------- | ------------ | -------------------------------------- | ------------- | ---------- |
| Angelina Lauro   | 1938              | 1965                  | 1979         | Nederlandsche Scheepsbouw-Maatschappij | 24,377 тонн.  |            |
| Achille Lauro    | 1947              | 1965                  | 1994         | Nederlandsche Scheepsbouw-Maatschappij | 23,629 тонн.  |            |
| Symphony         | 1951              | 1994                  | 2000         | Swan Hunter and Wigham Richardson      | 16,000 тонн.  |            |
| Monterey         | 1952              | 1994                  | 2006         | Bethlehem Shipbuilding Corp.           | 20,000 тонн.  |            |
| Rhapsody         | 1977              | 1995                  | 2009         | Burmeister & Wain                      | 17,095 тонн.  |            |
| MSC Melody       | 1982              | 1997                  | 2013         | CNIM (Ла-Сен-сюр-Мер)                  | 35,143 тонн.  |            |